# Miroslav Krleža
Miroslav Krleža (7. července 1893 Záhřeb – 29. prosince 1981, tamtéž) byl chorvatský spisovatel, básník, publicista a encyklopedista.

## Život
Politicky patřil k levicové generaci chorvatských autorů, která se vyslovovala ostře proti tehdejšímu Rakousko-Uhersku, na což také doplatil – před koncem války byl degradován za své postoje. Aktivně se podílel na společenském životě v Jugoslávii, a to jak královské, tak socialistické. V meziválečném období byl členem KSJ, odkud byl ale vyloučen za své neortodoxní postoje, neboť odmítal koncepci umění, která se soustředila na socialistický realismus. Přispěl významně k vydávání časopisů Plamen (1919), Književna republika (1923-1927), Danas (1934) a Pečat (1939-1940). V těchto časopisech uveřejňoval Krleža své názory a závěry, a to jak o domácí literatuře, tak i o politické situaci v zemi. Po druhé světové válce působil v záhřebském institutu lexikografie, kde se věnoval encyklopedické tvorbě.
Krležu proslavila mnohá díla; jak romány (Návrat Filipa Latinovicze, Banket v Blitánii, Na pokraji rozumu, Prapory), tak i rozsáhlé básnické sbírky, nebo i dramata, či knihy povídek. Jeho díla přeložil do češtiny Dušan Karpatský.
V roce 1962 byl za celoživotní dílo vyznamenán chorvatskou Cenou Vladimira Nazora. V anketě Největší Chorvat se umístil na čtvrtém místě za J. B. Titem, Nikolou Teslou a Ruđerem Boškovićem.

## České adaptace her
- 1983 Leda - Československý rozhlas Praha, osoby a obsazení: Oliver Urban (Eduard Cupák), Aurel (Josef Somr), Klára (Jaroslava Adamová), Klanfar (Josef Vinklář), Melita (Jiřina Jirásková), Fanny (Gabriela Rittichová) a další, překlad: Irena Wenigová, režie: Jan Lorman
- 1977 Páni Glembayové - Národní divadlo 1977, překladː Irena Wenigová, režie Václav Hudeček[3]
- 2014 Rod Glembayů - Divadlo na Vinohradech, překlad: Jakub Novosad, dramaturgieː Jan Vedral, obsazeníː Tomáš Töpfer, Dagmar Havlová-Veškrnová, Ondřej Brousek, Luboš Veselý. Režie: Martin Huba